# Kontaktsauna

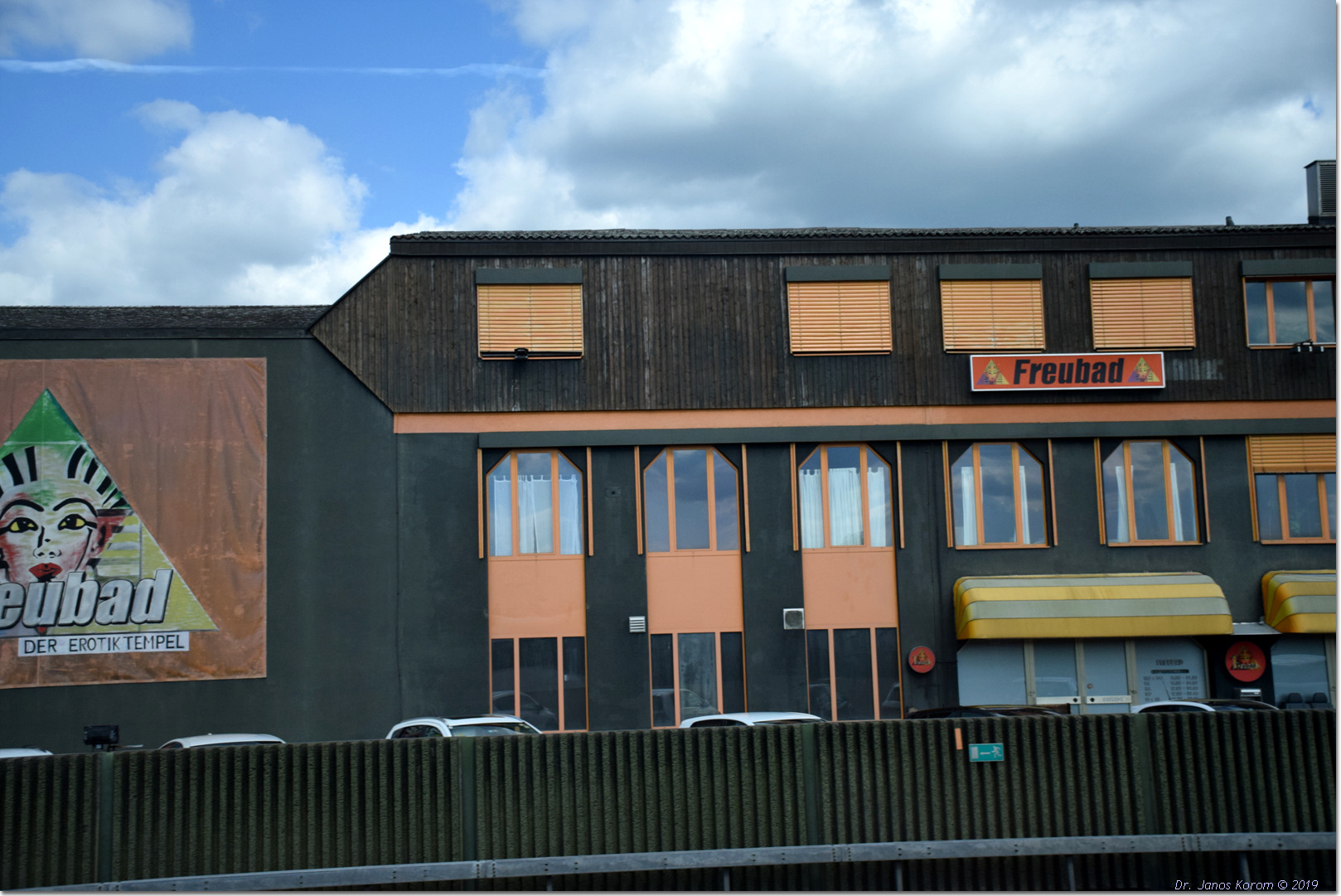
„Freubad“, Saunaclub in Recherswil, Schweiz (2019)

Eine Kontaktsauna, oft auch als Saunaclub oder FKK-Club bezeichnet, ist ein Bordellbetrieb, bei dem die Räumlichkeiten einer Sauna für die Anbahnung und die Durchführung von sexuellen Kontakten zwischen Prostituierten und deren männlichen Kunden genutzt werden. Der Begriff wird für Saunen verwendet, die von heterosexuellen Männern aufgesucht werden. Abzugrenzen sind Schwulen-Saunen, die Treffpunkt für Männer mit homosexueller Neigung sind. Sie sind im Regelfall kein Bordellbetrieb. 
Ein typischer Saunaclub verfügt über Saunabereiche, Whirlpools, Ruheräume, Erotik-Kinos und Zimmer, die für sexuelle Dienstleistungen genutzt werden können. Ein Pauschaleintritt berechtigt für gewöhnlich die Benutzung aller Räumlichkeiten und beinhaltet Essen und alkoholfreie Getränke, jedoch keine sexuellen Dienstleistungen.
In manchen Kontaktsaunen befinden sich freischaffende Prostituierte, in manchen sind sie dort angestellt. Kontaktsaunen können auch von Menschen ohne Interesse an sexueller Interaktion besucht werden.
Im deutschsprachigen Raum gibt es mehr als 200 Saunaclubs (Deutschland 156, Schweiz 33, Österreich 15). Die ersten Clubs eröffneten unter diesem Konzept (im Gegensatz zu Swingerclubs oder Bordellen) Anfang der 1980er Jahre. Zu bekannten Saunaclubs im deutschsprachigen Raum zählen das Artemis in Berlin, das Globe in Zürich sowie das Goldentime in Wien.

## Geschichte
Schon in den Bädern römischer Zeit werden Sexualkontakte vermutet. Das legen unter anderem Fresken aus dem antiken Pompeji nahe, die die Wände der öffentlichen Therme mit erotischen Darstellungen verzierten. Der sexuelle Austausch in mittelalterlichen Badehäusern wurde als menschliches Bedürfnis generell geduldet. In der Literatur häufen sich für Städte mit ausgeprägter Bäderkultur wie Budapest oder Istanbul Berichte über sexuelle Kontakte in Dampfbädern. Solche Orte bargen schon damals die Gefahr ungewollter Schwangerschaft bzw. der Ansteckung mit sexuell übertragbaren Krankheiten.
Deshalb unterstützen alle Kontaktsaunen heute Safer-Sex-Praktiken durch die Bereitstellung von Kondomen, was inzwischen auch im Prostitutionsschutzgesetz (ProstSchG, § 24 Sicherheit und Gesundheitsschutz) festgehalten und verpflichtend ist.